# Jiří Čunek
Jiří Čunek (ur. 22 lutego 1959 w Gottwaldovie) – czeski polityk i samorządowiec, w latach 2006–2009 przewodniczący Unii Chrześcijańskiej i Demokratycznej – Czechosłowackiej Partii Ludowej (KDU-ČSL), w 2007 i od 2008 do 2009 pierwszy wicepremier oraz minister rozwoju regionalnego, senator.

## Życiorys
Uzyskał wykształcenie średnie techniczne, pracował m.in. jako automechanik. W 1990 wstąpił do KDU-ČSL. W 1994 po raz pierwszy został radnym Vsetína, do 1995 był wiceburmistrzem tej miejscowości. W 1998 objął urząd burmistrza, który sprawował do 2007. Zyskał popularność, podejmując decyzję o wyburzeniu niszczejącej kamienicy w centrum miasta, którą zajmowali niepłacący czynszu Romowie, przesiedleni do mieszkań zastępczych we Vsetínie lub okolicznych miejscowościach.
W latach 2000–2008 Jiří Čunek był posłem do sejmiku kraju zlińskiego, ponownie wybrany w 2012. W 2006 zastąpił pełniącego obowiązki Jana Kasala na funkcji przewodniczącego ludowców. Funkcję tę pełnił do 2009. Również w 2006 został wybrany w skład Senatu Republiki Czeskiej.
9 stycznia 2007 powołany na urzędy pierwszego wicepremiera oraz ministra rozwoju regionalnego w drugim rządzie premiera Mirka Topolánka. Odszedł 13 listopada 2007 w związku z zarzutami korupcyjnymi, z których został w całości oczyszczony. W konsekwencji 2 kwietnia 2008 powrócił na oba stanowiska rządowe, zajmując je do 23 stycznia 2009. W 2012, 2018 i 2024 z powodzeniem ubiegał się o senatorską reelekcję.
Po wyborach regionalnych w 2016 został powołany na urząd hetmana kraju zlińskiego. Pełnił tę funkcję do 2020. W tymże roku ponownie uzyskał mandat radnego, utrzymał go również w 2024.